# Allorhynchium cariniventre
Allorhynchium cariniventre är en stekelart som beskrevs av Giordani Soika 1986. Allorhynchium cariniventre ingår i släktet Allorhynchium och familjen Eumenidae. Inga underarter finns listade i Catalogue of Life.